# Blow Up Your Video
Blow Up Your Video er et album med det australske hård rock-band AC/DC.
Albummet blev produceret af Harry Vanda og George Young, der også tidligere havde samarbejdet med bandet. Dette var også sidste album med Simon Wright.

## Spor
Alle sange er lavet af Young, Young og Johnson
1. "Heatseeker" – 3:50
2. "That's the Way I Wanna Rock 'n' Roll" – 3:43
3. "Meanstreak" – 4:08
4. "Go Zone" – 4:26
5. "Kissin' Dynamite" – 3:58
6. "Nick of Time" – 4:16
7. "Some Sin for Nuthin'" – 4:11
8. "Ruff Stuff" – 4:34
9. "Two's Up" – 5:19
10. "This Means War" – 4:23

Der blev indpillet to sange mere, "Snake Eye" og "Borrowed Time", men disse blev kun udgivet på singlerne til "Heatseeker" og "That's the Way I Wanna Rock 'n' Roll". Demo-optagelser af "Let It Loose" and "Alright Tonight" blev stjålet og lagt på bootleg-album. De blev derfor taget af albummet.

## Musikere
- Brian Johnson – vokal
- Angus Young – Lead guitar, bagvokal
- Malcolm Young – Rytme guitar, Lead guitar, bagvokal
- Stevie Young – Rytme guitar, bagvokal og han var med på Tour fra 3 maj 1988 til november 1989
- Cliff Williams – Bas guitar, bagvokal
- Simon Wright – Trommer